# Comtat de Boyd
El comtat de Boyd és un comtat de l'estat de Nebraska. Segons el cens dels Estats Units de 2010, la població era de 2099. La seu de comtat és Butte. El comtat es va formar el 1891 i va rebre el nom de James E. Boyd, el governador de Nebraska en aquell moment. Al sistema de matrícules de Nebraska, el comtat de Boyd està representat pel prefix 63 (tenia el 63è nombre més gran de vehicles registrats al comtat quan es va establir el sistema de matrícules el 1922).
Al cens dels Estats Units de 2010, tres pobles incorporats tenien poblacions de menys de 10 persones: Anoka, 6 persones, Gross amb 2 persones, i Monowi amb 1 persona. Monowi era l'única ciutat incorporada als Estats Units amb només un resident al cens de 2010.
Totes les terres al nord del riu Keya Paha (que inclouen la major part del comtat de Boyd i una part més petita del veí comtat de Keya Paha) no formaven part originalment de Nebraska en el moment de l'estat, però es van transferir del territori de Dakota el 1882.